# Aldana
Aldana là một khu tự quản thuộc tỉnh Nariño, Colombia. Thủ phủ của khu tự quản Aldana đóng tại Aldana Khu tự quản Aldana có diện tích 46 ki lô mét vuông. Đến thời điểm ngày 28 tháng 5 năm 2005, Aldana có dân số 7212 người.